# Jugoslawische Eishockeyliga 1958/59
Die Saison 1958/59 war die 17. Spielzeit der jugoslawischen Eishockeyliga, der höchsten jugoslawischen Eishockeyspielklasse. Meister wurde zum insgesamt dritten Mal in der Vereinsgeschichte der HK Jesenice.

## Modus
In der Hauptrunde absolvierte jede der sechs Mannschaften insgesamt zehn Spiele. Der Erstplatzierte der Hauptrunde wurde Meister. Für einen Sieg erhielt jede Mannschaft zwei Punkte, bei einem Unentschieden gab es einen Punkt und bei einer Niederlage null Punkte.

## Hauptrunde

### Tabelle
|    | Klub                   | Sp | S  | U | N | Punkte |
| -- | ---------------------- | -- | -- | - | - | ------ |
| 1. | HK Jesenice            | 10 | 10 | 0 | 0 | 20     |
| 2. | HK Ljubljana           | 10 | 6  | 1 | 3 | 13     |
| 3. | HK Partizan Belgrad    | 10 | 5  | 0 | 5 | 10     |
| 4. | HK Roter Stern Belgrad | 10 | 3  | 1 | 6 | 7      |
| 5. | Tasmajdan Belgrad      | 10 | 3  | 0 | 7 | 6      |
| 6. | S.D. Zagreb            | 10 | 2  | 0 | 8 | 4      |

Sp = Spiele, S = Siege, U = Unentschieden, N = Niederlagen